# Бебек, Имре
Имре (Эмерик) (I) Бебек (венг. Bebek (I.) Imre, хорв. Emerik Bubek$ ? — 1395) — венгерский влиятельный магнат и политик, который приобрел известность в последние годы правления венгерского короля Людовика I Великого. После 1382 года он был убежденным сторонником Марии, королевы Венгрии. Признавая вступление Сигизмунда Люксембургского на престол, он был назначен королевским судьей, а затем воеводой Трансильвании. Он получил многочисленные земельные пожертвования, которые основали богатство и влияние его семьи в XV веке.

## Ранняя жизнь и карьера
Эмерик (I) родился в вамосской ветви влиятельной семьи Бебек, которая происходила из древнего венгерского рода Акош. Его отцом был Георг Бебек, доверенное лицо королевы Елизаветы Боснийской, который служил мастером казначейства при её дворе в течение десятилетий, с 1360 по 1390 год. У Эмерика было два брата. Одним из них был Дерек Бебек, палатин Венгрии с 1387 по 1402 год. У него также была неопознанная сестра, которая вышла замуж за Ладислава Банфи де Алсолендва. У Эмерика было как минимум пятеро детей от брака с неизвестной дворянкой. Стефан упоминается только один раз в 1397 году; Андраш действовал как конюший в 1415 году; Доминик умер в 1404 году; Урсула вышла замуж за Миккса Микксфи, затем за Джугу Раксая. Только у Ладислава был потомок среди детей Америки: Эмерик III Бебек, который также был воеводой Трансильвании и был убит в битве при Косово в 1448 году.
Братья Эмерик и Дерек Бебеки впервые появились в современных записях в 1370 году. Их карьера началась при дворе королевы, где их отец Георг был одним из самых влиятельных придворных. Эмерик Бебек был ишпаном округа Турня с 1379 по 1380 год. В этом качестве он также управлял замком Садвар и его окрестностями. Король Людовик I Великий назначил Эмерика Бебека баном Хорватии и Далмации в октябре 1380 года. Он прибыл в Задар 19 декабря, заменив своего предшественника Миклоша Зичи . Бебек был важным доверенным лицом королевы Марии, которая взошла на венгерский престол после смерти своего отца Людовика Великого в сентябре 1382 года под опекой своей волевой матери вдовствующей королевы Елизаветы. В начале 1383 года, все ещё поддерживая своего дальнего родственника, Мария отправила венгерские королевские вспомогательные войска в Неаполитанское королевство под командованием Имре Бебека, чтобы помочь Карлу Дураццо занять неаполитанский трон против Людовика I, герцога Анжуйского. После возвращения на родину королева Мария сделала Эмерика Бебека воеводой Руси (достоинство было создано после того, как Людовик Великий включил оккупированные территории Лодомерии вместе с Галицией в состав Венгерского королевства). Кроме того, Эмерик Бебек был также назначен ишпаном округов Шарош и Шпиш. Он занимал эти должности до конца 1385 года или, самое позднее, до середины января 1386 года.

## Королевский судья
В то время как Эмерик Бебек проживал в Галиции, чтобы управлять провинцией, Карл Дураццо претендовал на Венгерское королевство, после того как его положение в Неаполе укрепилось. И Елизавета, и Мария оставались непопулярными среди большинства венгерских баронов, которые поддерживали Карла против них. Началась междоусобная война между Карлом Дураццо, королевой Елизаветой и Сигизмундом Люксембургским, женихом Марии, и после того, как Карл двинулся к Буде, Мария без сопротивления отказалась от короны, и Карл был коронован королем Венгрии в Секешфехерваре 31 декабря 1385 года. Карл II попытался примирить противоборствующие баронские лиги, в результате несколько сторонников Марии остались на своем посту. В январе 1386 года король назначил Эмерика Бебека королевским судьей. Его личность была приемлема для обеих сторон: много лет назад он возглавил армию, чтобы поддержать Карла в Неаполе, в то время как он был верным знаменосцем Марии и Миклоша Гараи.
Даже после коронации Карла Мария и Елизавета, которые продолжали жить в королевском дворце в Буде, выполняли королевские обязанности, таким образом, в Венгрии в начале 1386 года возникло двоевластие. Несмотря на то, что он был сторонником Марии, Эмерик Бебек называл себя просто «королевский судья» в своем титуле, без упоминания о Карле или Марии. Историк Иван Бертени утверждал, что должность стала независимой во время слабой центральной власти и постепенно поднялась до статуса «судьи страны». В течение января Эмерик Бебек издавал королевские хартии и инициировал судебные процессы от имени Карла и Марии. Как отметил Бертени, Бебек олицетворял единство и неделимость королевства в те недели. Но, тем не менее, это оказалось лишь временной политической ситуацией. Согласно средневековым хроникам, Эмерик Бебек — вместе с баном Миклошем Гараи, епископом Балинтом Алсани, Томасом Сентгьерги и его отцом Георгом Бебеком — присутствовал при убийстве Карла II 7 февраля, когда сторонник Марии Блез Форгах напал и смертельно ранил короля. Мария была восстановлена на троне, а её мать правила от её имени. На южных территориях братья Хорват, Джон и Павел открыто восстал против сына убитого короля Ладислава Неаполитанского. Королевы поручили Эмерику Бебеку восстановить закон и порядок в Славонии, где большинство дворян поддерживало Карла Дураццо. Он впервые появился в качестве бана Славонии в марте 1386 года, в то время как достоинство королевского судьи оставалось вакантным. Однако вскоре он был вновь назначен королевским судьей через несколько месяцев. Кроме того, он также правил графством Барс до 1388 года.
В июле 1386 года королевы решили посетить южные графства королевства, чтобы лично успокоить оппозицию. Сопровождаемые Миклошем Гараи и скромной свитой, они попали в засаду по пути и были атакованы солдатами Хорвата в Горджани. Гараи и Форгач были убиты повстанцами, и их головы были отправлены вдове Карла Маргарите, в то время как королевы были схвачены и заключены в тюрьму. В этих обстоятельствах Эмерик Бебек признал право Сигизмунда Люксембургского как супруга и поклялся ему в верности. В период междуцарствия (от заключения Марии в тюрьму 25 июля 1386 года до коронации Сигизмунда в качестве соправителя 31 марта 1387 года) Эмерик Бебек снова называл себя «judex curie regie», отличая свою должность от королевской власти. Присутствовал Бебек, когда Сигизмунд встретил свою жену в Загребе 4 июля 1387 года после её успешного освобождения из заточения. Мария официально оставалась соправительницей Сигизмунда, но её влияние на правительство было минимальным (в то время как королева Елизавета была убита во время плена).
Эмерик Бебек упоминался как ишпан комитата Берег с 1388 по 1390 год, затем ишпан комитатов Липто и Турок с 1390 по 1392 год, а также служил кастеляном Болдогко . В 1387 году Эмерику и Дереку Бебекам был пожалован замок Соколы (ныне Соко, Словакия) и девять деревень в комитате Шарош . В 1391 году король Сигизмунд Люксембургский подарил братьям Бебек замок Гёнц. Все землевладения ранее принадлежали владениям провинциального лорда Амадеуса Аба и его клана. Через епископа Павла Хорвата посланники Ладислава Неаполитанского тайно связались с Бебеком 7 октября 1390 года, наряду с другими баронами.

## Дальнейшая карьера
3 марта 1392 года Имре Бебек был переведен на должность воеводы Трансильвании (и, следовательно, ишпана комитата Шолнок). Он уехал из Буды в Трансильванию в апреле, сначала появился в Коложваре (сегодня Клуж-Напока, Румыния), затем участвовал в сейме Торды между 6 и 12 мая. После этого Бебек вернулся к королевскому двору, а провинцией управлял его заместитель, вице-воевода Бартоломей Шоби. Он снова посетил Трансильванию в апреле 1393 года, участвуя в сейме. Все лето он жил в крепости Дева (сегодня в Деве, Румыния) с июня готовил военную оборону Трансильвании и укреплял её границу против Османской империи, которая начала кампанию против Болгарии и захватила Тырново.
Сигизмунд Люксембургский отстранил Имре Бебека от должности воеводы в сентябре 1393 года, потеряв почти все политическое влияние на всю оставшуюся жизнь. Вместо этого он был назначен начальником казначейства королевы Марии и ишпаном комитата Боршод . Он занимал эти должности до трагической смерти беременной Марии 17 мая 1395 года, когда королевский суд был упразднен. В том же году умер и сам Бебек . Более ранние научные работы ошибочно отождествляли его личность с Эмериком Бебеком, приором Враны и сыном Дерека, который возглавил восстание против Сигизмунда в 1403 году.